# Xaysa Anousone
Xaysa Anousone (Vientiane, 20 marzo 1994) è un ostacolista laotiano.

## Biografia
Anousone si avvicina all'atletica leggera a 16 anni, appassionandosi alla corsa ad ostacoli.

Nel 2011 ha preso parte alla prima manifestazione internazionale ai Mondiali allievi di Lilla. Nel corso della sua carriera ha partecipato a 3 edizioni consecutive dei Mondiali nel 2013, nel 2015 e nel 2017. Ha inoltre fatto parte della delegazione di 6 atleti qualificatisi ai Giochi olimpici di Rio de Janeiro, occasione in cui è stato portabandiera nel corso della cerimonia d'apertura.

## Record nazionali
- 110 metri ostacoli: 13"96 ( Bangkok, 12 luglio 2017)

## Palmarès
| Anno | Manifestazione              | Sede           | Evento      | Risultato | Prestazione | Note                                     |
| ---- | --------------------------- | -------------- | ----------- | --------- | ----------- | ---------------------------------------- |
| 2011 | Mondiali allievi            | Lilla          | 110 m hs    | Batteria  | 15"20       |                                          |
| 2011 | Giochi del Sud-est asiatico | Palembang      | 400 m piani | Batteria  | 54"27       |                                          |
| 2011 | Giochi del Sud-est asiatico | Palembang      | 400 m hs    | Batteria  | 59"08       |                                          |
| 2012 | Campionati asiatici indoor  | Hangzhou       | 60 m hs     | Batteria  | 9"03        |                                          |
| 2012 | Mondiali juniores           | Barcellona     | 110 m hs    | Batteria  | 14"94       |                                          |
| 2013 | Mondiali                    | Mosca          | 110 m hs    | Batteria  | 16"21       | Miglior prestazione personale stagionale |
| 2013 | Giochi del Sud-est asiatico | Naypyidaw      | 110 m hs    | Bronzo    | 14"17       | Record nazionale                         |
| 2014 | Giochi asiatici             | Incheon        | 110 m hs    | Batteria  | 14"21       |                                          |
| 2015 | Campionati asiatici         | Wuhan          | 110 m hs    | Batteria  | 14"60       |                                          |
| 2015 | Giochi del Sud-est asiatico | Singapore      | 110 m hs    | 6º        | 14"33       |                                          |
| 2015 | Giochi del Sud-est asiatico | Singapore      | 4×100 m     | 6º        | 41"94       |                                          |
| 2015 | Mondiali                    | Pechino        | 110 m hs    | Batteria  | 14"60       |                                          |
| 2016 | Giochi olimpici             | Rio de Janeiro | 110 m hs    | Batteria  | 14"40       |                                          |
| 2017 | Giochi della Francofonia    | Abidjan        | 110 m hs    | 7º        | 14"75       |                                          |
| 2017 | Mondiali                    | Londra         | 110 m hs    | Batteria  | 14"55       |                                          |
| 2017 | Giochi del Sud-est asiatico | Kuala Lumpur   | 110 m hs    | 4º        | 14"18       |                                          |
| 2018 | Giochi asiatici             | Giacarta       | 110 m hs    | Batteria  | 14"27       |                                          |
| 2019 | Campionati asiatici         | Doha           | 110 m hs    | Batteria  | 14"45       | Miglior prestazione personale stagionale |
| 2019 | Mondiali                    | Doha           | 110 m hs    | Batteria  | 14"54       |                                          |

## Altre competizioni internazionali
2014
- Oro agli ASEAN University Games ( Palembang), 110 m hs - 14"15

2018
- Oro agli ASEAN University Games ( Naypyidaw), 110 m hs - 14"30